# Markus Kauczinski
Markus Kauczinski (* 20. Februar 1970 in Gelsenkirchen) ist ein ehemaliger deutscher Fußballspieler und heutiger -trainer. Nachdem er lange Zeit für den Karlsruher SC in der Jugendarbeit und mehrmals als Interimstrainer tätig gewesen war, war er ab März 2012 als Cheftrainer für dessen erste Mannschaft verantwortlich. Von Juli bis November 2016 trainierte er den Bundesligisten FC Ingolstadt 04 sowie von Dezember 2017 bis April 2019 den FC St. Pauli und von Dezember 2019 bis April 2021 Dynamo Dresden. Zuletzt war er von November 2021 bis April 2024 Cheftrainer des SV Wehen Wiesbaden.

## Karriere
Kauczinski begann mit sechs Jahren mit dem Fußballspielen bei Fortuna Gelsenkirchen. Im Jahr 1988 folgte er seinem damaligen Trainer Klaus Fischer und wechselte zu den Amateuren des VfL Bochum.
Später arbeitete Kauczinski zunächst als Nachwuchstrainer beim FC Schalke 04, ehe er 2001 als Jugendtrainer zum Karlsruher SC wechselte. Mit der von ihm betreuten U-19-Nachwuchsmannschaft des KSC war er erfolgreich und stieg mit ihr 2004 in die A-Junioren-Bundesliga auf, mit 24 Siegen aus 26 Spielen wies die Mannschaft 19 Punkte Vorsprung auf die Nachwuchsmannschaft der TSG 1899 Hoffenheim auf. Bereits kurz vorher wurde sein Erfolg honoriert und er zum Jugendkoordinator des badischen Klubs befördert.
Am 1. Mai 2009 übernahm Kauczinski vom zurückgetretenen Rainer Krieg das Traineramt in der zweiten Mannschaft des Karlsruher SC in der Regionalliga Süd, am Saisonende schaffte er mit ihr lediglich aufgrund des Lizenzverzichtes von Viktoria Aschaffenburg den Klassenerhalt. In den folgenden Jahren führte er sie ins vordere Mittelfeld, wobei seine Arbeit mehrfach kurzzeitig unterbrochen wurde. Im August 2009 übernahm er nach der Beurlaubung von Edmund Becker als Interimstrainer die Zweitligamannschaft der Karlsruher. Nach der Verpflichtung von Markus Schupp als neuem Trainer kehrte er zur zweiten Mannschaft zurück. Als dieser Anfang November 2010 ebenfalls entlassen wurde, schlüpfte Kauczinski für den Zweitligisten bis zur Verpflichtung Uwe Rapolders drei Wochen lang erneut in die Rolle des Interimstrainers. Nachdem Ende Oktober 2011 auch das Engagement von dessen Nachfolger Rainer Scharinger vorzeitig beendet wurde, wurde Kauczinski zum dritten Mal KSC-Interimstrainer. Ein längerfristiges Engagement blieb ihm im Profibereich vorerst verwehrt, aufgrund mangelnder notwendiger Trainerlizenz durfte er nicht dauerhaft als Trainer im Profifußball arbeiten. Im März 2012 beendete Kauczinski, unter anderem zusammen mit Stefan Effenberg, Mehmet Scholl und Christian Wörns, erfolgreich einen Lehrgang, um die höchste Trainerlizenz im deutschen Fußball zu erhalten. Nur vier Tage nach Erhalt der Trainerlizenz trat er am 26. März 2012 beim Karlsruher SC die Nachfolge von Jørn Andersen als Cheftrainer der Profimannschaft an. Am 22. August 2013 wurde sein Vertrag vorzeitig bis zum 30. Juni 2016 verlängert. In der Saison 2014/15 erreichte er mit dem KSC den dritten Platz in der 2. Bundesliga. Das Hinspiel der Relegation gegen den Hamburger SV endete 1:1. Nachdem das Rückspiel mit 1:2 n. V. verloren ging, wurde der Aufstieg in die 1. Bundesliga nur knapp verpasst. Anfang Oktober 2015 teilte Kauczinski dem Verein mit, seinen zum Ende der Saison 2015/16 auslaufenden Vertrag nicht zu verlängern. Zu Beginn der folgenden Saison wechselte Kauczinski zum Erstligisten FC Ingolstadt 04. Nach zehn sieglosen Ligaspielen in Folge wurde er am 6. November 2016 entlassen.
Seit dem 7. Dezember 2017 war er Cheftrainer des Zweitligisten FC St. Pauli. Sein Vertrag lief bis zum 30. Juni 2019 und wurde im November 2018 um ein weiteres Jahr verlängert. Am 10. April 2019 wurde Kauczinski freigestellt, als der FC St. Pauli nach dem 28. Spieltag der Saison 2018/19 mit vier Punkten Abstand auf den Aufstiegsrelegationsplatz auf dem 6. Tabellenplatz stand. Vorausgegangen war eine bis dahin schwache Rückrunde, in der man unter anderem hintereinander 0:4 im Stadtderby gegen den Hamburger SV und SV Sandhausen verlor, so dass die Mannschaft auf dem 14. Platz der Rückrundentabelle stand.
Am 10. Dezember 2019 stellte die auf dem letzten Platz der 2. Bundesliga stehende SG Dynamo Dresden Kauczinski als neuen Cheftrainer, mit einem Vertrag bis Juni 2021, vor. Mit Dynamo stieg er 2020 in die 3. Liga ab, gewann in der Folgesaison die Herbstmeisterschaft und behauptete sich mit Dresden lange an der Tabellenspitze. Nach vier torlosen Spielen in Folge wurde Kauczinski nach dem  34. Spieltag am 25. April 2021 beurlaubt. Sein Nachfolger Alexander Schmidt wurde mit Dynamo Dresden Meister der 3. Liga 2021. Der Verein würdigte Kauczinski dafür.
Anfang November 2021 übernahm Kauczinski den Drittligisten SV Wehen Wiesbaden, der nach dem 15. Spieltag der Saison 2021/22 mit 22 Punkten auf dem 7. Platz stand. Er unterschrieb einen Vertrag bis zum 30. Juni 2023. In der Saison 2022/23 gelang ihm mit den Wiesbadenern über die Relegation der Aufstieg in die 2. Bundesliga. Im Dezember 2022 verlängerte der Verein den Vertrag mit Kauczinski bis 2025. Ende April 2024 trennte sich der Verein von ihm, als man nach dem 31. Spieltag der Saison 2023/24 mit 32 Punkten auf dem Abstiegsrelegationsplatz stand und einen Punkt Vorsprung auf einen direkten Abstiegsplatz sowie einen Punkt Rückstand auf den ersten Nicht-Abstiegsplatz hatte. Die Mannschaft hatte die Hinrunde noch mit 22 Punkten auf dem 11. Platz abgeschlossen und war zum Zeitpunkt seiner Freistellung mit 10 Punkten aus 14 Spielen die schlechteste Rückrundenmannschaft.

## Erfolge und Auszeichnungen
Erfolge
- Aufstieg in die 2. Bundesliga: 2013 (Karlsruher SC), 2023 (SV Wehen Wiesbaden)
  - als Meister der 3. Liga: 2013

Auszeichnungen
- 2015: Trainerpreis des deutschen Fußballs[20]

## Privates
Kauczinski studierte Sportwissenschaften und ist Diplom-Sportlehrer.